# Dębska Kuźnia
Dębska Kuźnia (dodatkowa nazwa w j. niem. Dembiohammer) – wieś w Polsce, położona w województwie opolskim, w powiecie opolskim, w gminie Chrząstowice.
W miejscowości jest przystanek kolejowy Dębska Kuźnia.

## Historia
Do głosowania podczas plebiscytu uprawnionych było w Dębskiej Kuźni 576 osób, z czego 485, ok. 84,2%, stanowili mieszkańcy (w tym 477, ok. 82,8% całości, mieszkańcy urodzeni w miejscowości). Oddano 562 głosy (ok. 97,6% uprawnionych), w tym 562 (100%) ważnych; za Niemcami głosowało 356 osób (ok. 61,8%), a za Polską 206 osób (ok. 35,8%). 19 maja 1936 r. w miejsce nazwy Dembiohammer wprowadzono nazwę Eichhammer. 12 listopada 1946 r. nadano miejscowości polską nazwę Dębska Kuźnia.

## Demografia
| Rok                | 1933 | 1939 | 2009 |
| Liczba mieszkańców | 882  | 1017 | 1247 |

(Źródła:.)